# Francesco Sgalambro
Francesco Sgalambro (Lentini, 16 aprile 1934 – Messina, 11 agosto 2016) è stato un vescovo cattolico italiano, 72º vescovo di Cefalù.

## Biografia
Ha compiuto gli studi medi e ginnasiali a Messina, presso l'Istituto Salesiano San Luigi, e quelli liceali, filosofici e teologici nel Seminario Arcivescovile "S. Pio X" ove fu ammesso con lettera di presentazione del rev.do mons. Cara, canonico del Capitolo Protometropolitano della Basilica Cattedrale di Messina e storico di fama. È stato ordinato diacono il 21 settembre 1957, nella cappella di Montevergine in Messina, e sacerdote il 22 settembre 1957, nella parrocchiale di San Nicola di Bari in Ganzirri (ME) dal vescovo ausiliare  mons. Carmelo Canzonieri, sotto l'episcopato di mons. Angelo Paino, arcivescovo metropolita di Messina e archimandrita del SS. Salvatore. In seguito, ha conseguito la licenza in Teologia alla facoltà teologica di Posillipo e il dottorato presso la Pontificia Università Gregoriana.
È stato docente di filosofia nel Seminario Arcivescovile di Messina e poi all'Istituto teologico San Tommaso nella medesima arcidiocesi. Ha retto, per oltre quarantadue anni, la cappellania annessa al monastero delle Clarisse di Montevergine; ha diretto il periodico "Il Messaggio della Beata Eustochia". È stato membro del Consiglio Presbiterale e Canonico del Capitolo Archimandritale del SS. Salvatore in Messina. Ha preso parte a diversi processi diocesani di canonizzazione, tra i quali si ricorda quello concluso con la canonizzazione di Santa Eustochia Calafato di Messina, elevata agli onori degli altari da papa Giovanni Paolo II, l'11 giugno 1988 (prima canonizzazione celebrata extra Urbem, ovvero fuori dalla città di Roma). Ha presieduto, inoltre, il processo diocesano per la canonizzazione del Servo di Dio card. Giuseppe Guarino, arcivescovo di Messina.
Il 22 febbraio 1986, festa della Cattedra di San Pietro,  è stato eletto dal pontefice Giovanni Paolo II vescovo della sede titolare di Minturno ed ausiliare per l'Arcidiocesi di Messina-Lipari-Santa Lucia del Mela. È stato consacrato il 5 aprile dello stesso anno, nella Basilica Cattedrale di Messina dal card. Salvatore Pappalardo (co-consacranti mons. Ignazio Cannavò, arcivescovo di Messina e mons. Carmelo Canzonieri, vescovo emerito di Caltagirone, che lo aveva già ordinato diacono e presbitero).
Il 18 marzo 2000 papa Giovanni Paolo II lo ha eletto vescovo di Cefalù. Ha preso possesso canonico della diocesi l'11 giugno 2000.
Dal 1986 è membro della Conferenza Episcopale Siciliana, in seno alla quale gli è stata affidata la delega per i Seminari e le Vocazioni e la Presidenza della Commissione Presbiterale Regionale.
Il 17 settembre 2009, in accoglimento alla sua rinuncia all'ufficio pastorale per raggiunti limiti d'età, e a seguito della nomina del suo successore, è stato nominato amministratore apostolico di Cefalù. Il 14 novembre 2009 ha assunto il titolo di vescovo emerito di Cefalù.
Nei suoi nove anni di episcopato a Cefalù ha ordinato ben 13 sacerdoti diocesani e 8 diaconi permanenti.
È morto nella sua abitazione di Messina l'11 agosto 2016. Aveva 82 anni. Sabato 13 agosto, dopo la messa esequiale nella Cattedrale di Messina, la sua salma è stata traslata a Cefalù dove, dopo i solenni funerali, è stata tumulata nella Cripta dei Vescovi.

## Genealogia episcopale
La genealogia episcopale è:
- Cardinale Scipione Rebiba
- Cardinale Giulio Antonio Santori
- Cardinale Girolamo Bernerio, O.P.
- Arcivescovo Galeazzo Sanvitale
- Cardinale Ludovico Ludovisi
- Cardinale Luigi Caetani
- Cardinale Ulderico Carpegna
- Cardinale Paluzzo Paluzzi Altieri degli Albertoni
- Papa Benedetto XIII
- Papa Benedetto XIV
- Papa Clemente XIII
- Cardinale Marcantonio Colonna
- Cardinale Giacinto Sigismondo Gerdil, B.
- Cardinale Giulio Maria della Somaglia
- Cardinale Carlo Odescalchi, S.I.
- Cardinale Costantino Patrizi Naro
- Cardinale Lucido Maria Parocchi
- Papa Pio X
- Cardinale Gaetano De Lai
- Cardinale Raffaele Carlo Rossi, O.C.D.
- Cardinale Amleto Giovanni Cicognani
- Cardinale Salvatore Pappalardo
- Vescovo Francesco Sgalambro